# 劉亦菲 (アルバム)
『劉亦菲』（リウ・イーフェイ）は、2006年8月31日に中国大陸ソニー・ミュージックレコーズから発売された劉亦菲の中国語（北京語）版デビューアルバム。2006年9月15日に香港ソニー・ミュージックレコーズから昇級限量珍蔵版のCD+DVDも発売された。

## 概要
日本デビューシングル『真夜中のドア』の中国語（北京語）版「泡芙女孩」も収録。
中国をはじめとしてアジア各国で発売された。中国本土での売り上げは60万枚。
香港盤（昇級限量珍蔵版）のDVDにはMVを4曲収録。

## 収録曲

### CD
1. 泡芙女孩 [3:26]
作詞：嚴云農　作曲：中野雄太　編曲：大友光悦
  - 日本デビューシングル『真夜中のドア』の中国語（北京語）版
2. 就要我滋味 [5:21]
作詞：林志年、Rise　作曲：川村結花　編曲：大友光悦
  - 伊利優酸乳06広告主題歌
3. 心悸 [3:36]
作詞：崔惟楷　作曲：Peter Cartriers、Alexander Papoconstantinov、Ad
編曲：洪信傑
4. 幸運草 [4:34]
作詞：嚴云農　作曲・編曲：澤野弘之
5. 放飛美麗 [4:31]
作詞：林唯　作曲・編曲：中野雄太
  - 潘婷洗髮水年度広告主題歌
6. 世界的秘密 [4:08]
作詞：林唯　作曲：上田現　編曲：呂紹淳
7. 一克拉的眼淚 [5:10]
作詞：嚴云農　作曲：Gajin　編曲：大友光悦
8. 做你的秒鐘 [4:04]
作詞・作曲・編曲：G-Wave
9. 毛毛雨 [3:54]
作詞：林唯　作曲：Solaya　編曲：蔡科俊
10. 愛的延長賽 [3:36]
作詞：鄔裕康　作曲：Chai.Soo Young　編曲：洪信傑

### DVD
1. 泡芙女孩
2. 放飛美麗
3. 就要我滋味
4. 心悸